# Arnie Risen
Arnold D. Risen (Williamstown, Kentucky; 9 de octubre de 1924—Cleveland, Ohio; 4 de agosto de 2012) fue un jugador de baloncesto estadounidense que disputó diez temporadas en la NBA. 
Procedente de la Universidad de Ohio State, el pívot jugó en la NBA (1948-1958) como miembro de Rochester Royals y Boston Celtics. Risen fue All-Star en cuatro ocasiones y ganó dos anillos, anotando 7633 puntos en toda su carrera. En 1998, fue seleccionado para el Basketball Hall of Fame.
Risen murió el 4 de agosto de 2012 en Cleveland, Ohio, a la edad de 87 años.

## Estadísticas de su carrera en la NBA
|  | Denota temporadas en las que ganó un campeonato de la NBA |
|  | Líder de la liga                                          |

### Temporada regular
| Año      | Equipo    | PJ  | MPP  | TC%  | TL%  | RPP  | APP | PPP  |
| -------- | --------- | --- | ---- | ---- | ---- | ---- | --- | ---- |
| 1948–49  | Rochester | 60  | –    | .423 | .660 | –    | 1.7 | 16.6 |
| 1949–50  | Rochester | 62  | –    | .344 | .664 | –    | 1.5 | 10.1 |
| 1950–51  | Rochester | 66  | –    | .401 | .734 | 12.0 | 2.4 | 16.3 |
| 1951–52  | Rochester | 66  | 36.3 | .394 | .701 | 12.7 | 2.3 | 15.6 |
| 1952–53  | Rochester | 68  | 33.6 | .368 | .685 | 11.0 | 2.0 | 13.0 |
| 1953–54  | Rochester | 72  | 33.1 | .368 | .714 | 10.1 | 1.7 | 13.2 |
| 1954–55  | Rochester | 69  | 28.6 | .371 | .744 | 10.2 | 1.6 | 11.6 |
| 1955–56  | Boston    | 68  | 23.5 | .383 | .708 | 8.1  | 1.3 | 8.1  |
| 1956–57  | Boston    | 43  | 21.7 | .388 | .679 | 6.7  | 1.2 | 8.0  |
| 1957–58  | Boston    | 63  | 17.8 | .338 | .683 | 5.7  | 0.8 | 6.1  |
| Total    | Total     | 637 | 28.3 | .381 | .699 | 9.7  | 1.7 | 12.0 |
| All-Star | All-Star  | 3   | 19.3 | .375 | .200 | 7.0  | 1.0 | 6.3  |

### Playoffs
| Año   | Equipo    | PJ | MPP  | TC%  | TL%  | RPP  | APP | PPP  |
| ----- | --------- | -- | ---- | ---- | ---- | ---- | --- | ---- |
| 1949  | Rochester | 4  | –    | .415 | .667 | –    | 2.5 | 16.5 |
| 1950  | Rochester | 2  | –    | .368 | .600 | –    | 2.0 | 11.5 |
| 1951  | Rochester | 14 | –    | .389 | .644 | 14.0 | 2.4 | 19.5 |
| 1952  | Rochester | 6  | 38.2 | .407 | .700 | 12.5 | 1.5 | 15.7 |
| 1953  | Rochester | 3  | 36.3 | .289 | .708 | 11.7 | 0.7 | 13.0 |
| 1954  | Rochester | 6  | 33.3 | .418 | .750 | 9.0  | 0.7 | 14.8 |
| 1955  | Rochester | 3  | 25.7 | .447 | .737 | 12.3 | 1.7 | 16.0 |
| 1956  | Boston    | 3  | 29.3 | .353 | .722 | 14.7 | 0.7 | 12.3 |
| 1957  | Boston    | 10 | 15.2 | .444 | .655 | 5.8  | 0.8 | 7.5  |
| 1958  | Boston    | 10 | 16.8 | .231 | .667 | 6.2  | 0.9 | 4.6  |
| Total | Total     | 61 | 25.0 | .385 | .677 | 10.2 | 1.4 | 13.0 |